# 中亚鸢尾
中亚鸢尾（学名：Iris bloudowii）是鸢尾科鸢尾属的植物。分布于俄罗斯以及中国大陆的新疆、吉林、黑龙江等地，多生长在向阳山坡固定沙丘或林缘草地，目前尚未由人工引种栽培。